# Пріксенштадт
Пріксенштадт (нім. Prichsenstadt) — місто в Німеччині, розташоване в землі Баварія. Підпорядковується адміністративному округу Нижня Франконія. Входить до складу району Кітцинген.
Площа — 48,87 км2. Населення становить 3057 ос. (станом на 31 грудня 2020).